# VIII Premis Simón
La VIII edició dels Premis Simón va concloure amb el lliurament dels guardons en una cerimònia celebrada a la sala Mozart de l'Auditori de Saragossa el 29 de març de 2019. L'esdeveniment va estar dedicat a l'educació, va ser presentat per Míriam Domínguez i Rafa Maza i fou retransmès per Aragón TV. Les categories premiades es van incrementar fins a un total d'onze, una més que a l'edició anterior ja que es va recuperar el premi al millor llargmetratge. A més es va concedir un guardó especial a l'actor Jesús Vidal, a qui es va nomenar «ambaixador del cinema aragonès».
La gala va estar dedicada a l'educació. La gran triomfadora va ser la pel·lícula documental Bécquer y las brujas, que va rebre quatre premis. La comèdia Miau va obtenir tres guardons. El Simón d'honor va ser per al productor i responsable de càsting Félix Zapatero.
L'esdeveniment es va veure afectat per la polèmica sobre la votació del jurat. El resultat proclamat inicialment va ser posteriorment modificat al·legant un error en la ponderació dels vots. Això va provocar la protesta d'Ignacio Estaregui, director de Miau. Com a resultat, la Junta Directiva de l'Acadèmia del Cinema Aragonès va dimitir després de la cerimònia de lliurament de premis.

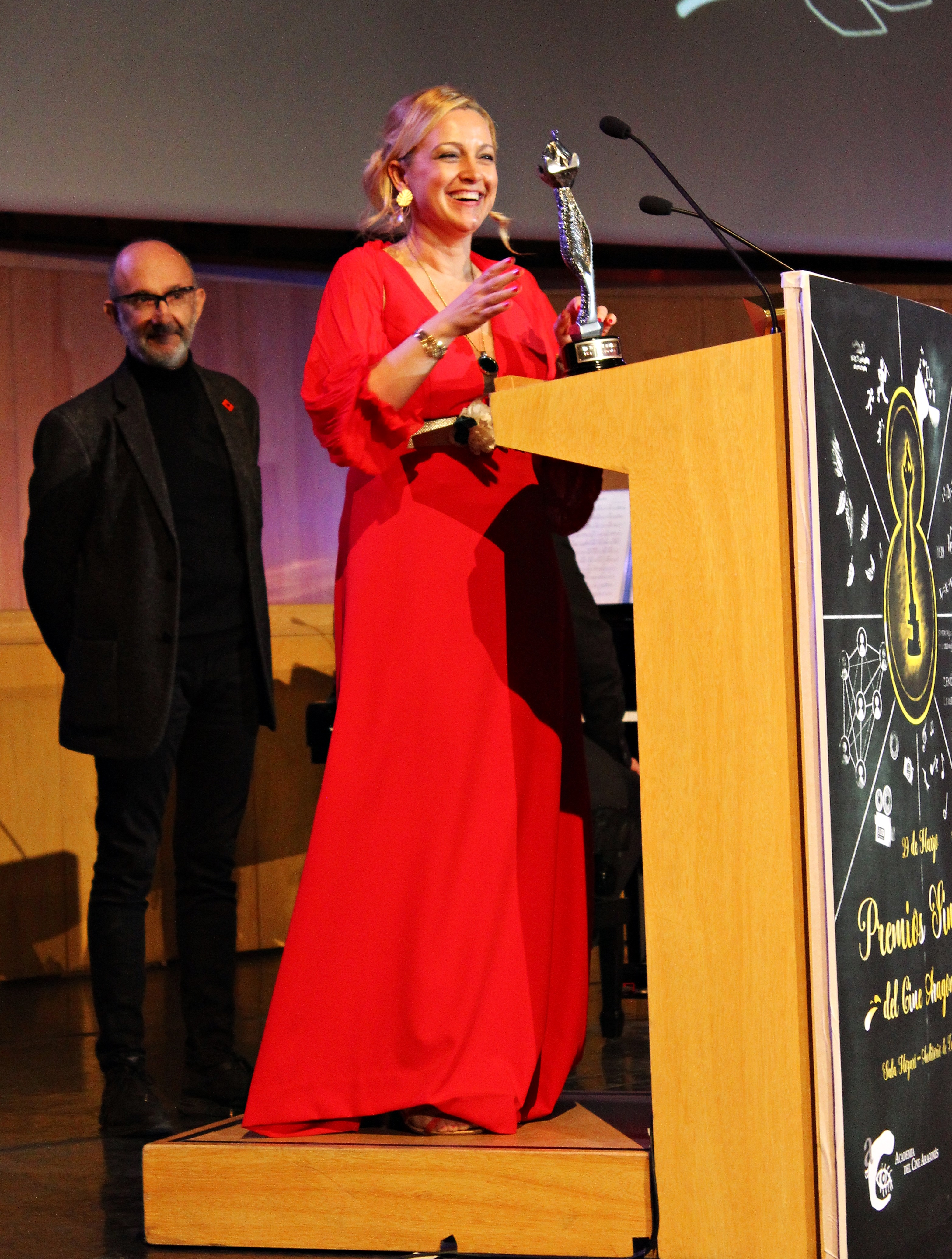
Elena Cid va rebre quatre premis per Bécquer y las brujas.

## Premiats
| Categoria            | Premiat                           | Labor premiada                      | Finalistes                                                                             |
| -------------------- | --------------------------------- | ----------------------------------- | -------------------------------------------------------------------------------------- |
| Simón d'honor        | Félix Zapatero                    | Trajectòria                         |                                                                                        |
| Millor llargmetratge | Miau d'Ignacio Estaregui          | Pel·lícula                          | Incerta glòria                                                                         |
| Millor interpretació | Andrea Fandós                     | La comulgante                       | Chavi Bruna José Luis Gil Laura Gómez Lacueva Natalia Gómara Santiago Meléndez         |
| Millor curtmetratge  | La tierra muerta de Sergio Duce   | Pel·lícula                          | El astronauta Había una vez La comulgante Robarte una noche                            |
| Millor direcció      | Elena Cid                         | Bécquer y las brujas                | Alejandro Cortés Ignacio Lasierra Sergio Duce Víctor Fornies                           |
| Millor documental    | Bécquer y las brujas de Elena Cid | Pel·lícula                          | Carrasca Niños esclavos. La puerta de atrás Soñando un lugar Un padre                  |
| Millor guió          | Elena Cid                         | Bécquer y las brujas                | Ignacio Lasierra Pinto José Manuel Herráiz Sergio Duce Víctor Fornies                  |
| Millor fotografia    | Adrián Barcelona                  | Miau                                | Beltrán García Valiente Daniel Vergara Muro Nacho Gracia Lasierra Santi Gracia         |
| Millor producció     | Gloria Sendino                    | Miau                                | Amelia Hernández Aurora Pinto e Inés Laporta Leticia Iserte y Clara Vallés Pai Alcolea |
| Millor muntatge      | Elena Cid                         | Bécquer y las brujas                | Alfonso Kint Ignacio Bernal Ignacio Estaregui Ignacio Estaregui y Antonio Álvarez      |
| Millor banda sonora  | Joaquín Pardinilla                | Carrasca                            | Juanjo Javierre Luis Giménez (dos cops) Sergio Jiménez Lacima                          |
| Categoria especial   | Alfonso Kint                      | Temàtica social de Soñando un lugar | Ana Bruned i Rosa Gómez Ana Sanagustín Fernando Vera Víctor Abad                       |